# De koning drinkt (Jordaens, Parijs)
De koning drinkt is een barok schilderij gemaakt door Jacques Jordaens rond 1638-1640. Het doek, een van de vroegere versies van het vaak door hem behandelde driekoningenfeest, hangt sinds 1793 in het Louvre in Parijs. 

## Voorstelling
De gekroonde feestkoning heft het glas terwijl rechts wafels worden aangedragen. Jordaens heeft vermoedelijk familieportretten gebruikt: zijn schoonvader Adam van Noort is koning en verder herkennen we Catharina, Elisabeth, Jacques en Anna Catharina Jordaens.